# Kragenechse
Die Kragenechse (Chlamydosaurus kingii) ist eine in Australien und Neuguinea heimische, rund 1 m lang werdende Art der Agamen (Agamidae). Sie ist die einzige Vertreterin der somit monotypischen Gattung Chlamydosaurus, und bekannt für ihre Fähigkeit, eine große Halskrause regenschirmartig aufzustellen. Dieser „Kragen“ wird von einer großen Hautmembran gebildet, welche von knorpeligen Stäben gestützt wird. Das plötzliche Aufspannen des Kragens durch Kontraktion von an den Knorpelstäben anhängenden Muskeln lässt die Echse größer erscheinen und schreckt Feinde ab, spielt aber auch in der innerartlichen Kommunikation eine Rolle. Die Kragenechse ist ein tagaktiver Baumbewohner und ernährt sich von Insekten. Auf dem Boden kann sie sich sehr schnell aufrecht auf den Hinterbeinen rennend fortbewegen.
Kragenechsen gehören zu den bekanntesten Vertretern der Fauna Australiens und gelten ähnlich wie Kängurus und der Koala als Wahrzeichen des Landes. Sie sind nicht gefährdet.

## Merkmale

### Habitus
Kragenechsen erreichen eine Gesamtlänge von bis zu 95 cm, der Schwanz macht dabei etwa 2/3 der Gesamtlänge aus. Männchen erreichen bei dieser Größe ein Gewicht von 900 g. Die Weibchen haben proportional kleinere Köpfe, bleiben allgemein kleiner und sind deutlich leichter. Ein Weibchen mit 24 cm Kopf-Rumpf-Länge wog 400 g.
Bei beiden Geschlechtern ist der Rumpf seitlich leicht abgeplattet. Die Vorderbeine sind kurz, die Hinterbeine sehr viel länger als die Vorderbeine und bieten so Vorteile bei der zweibeinigen Fortbewegung. Die von außen zweite Zehe ist stark verlängert. Der Körper der Kragenechse ist mit größtenteils kleinen, rauen, gekielten Schuppen bedeckt, einige leicht vergrößerte Schuppen im Nacken bilden einen kleinen Kamm.
Kragenechsen sind variabel gefärbt, die Oberseite des Körpers und der Schwanz können von orange-braun über grau-braun bis hin zu komplett braun oder fast schwarz sein. Der Bauch ist blassgelb.

### Bau und Funktionsweise des Kragens

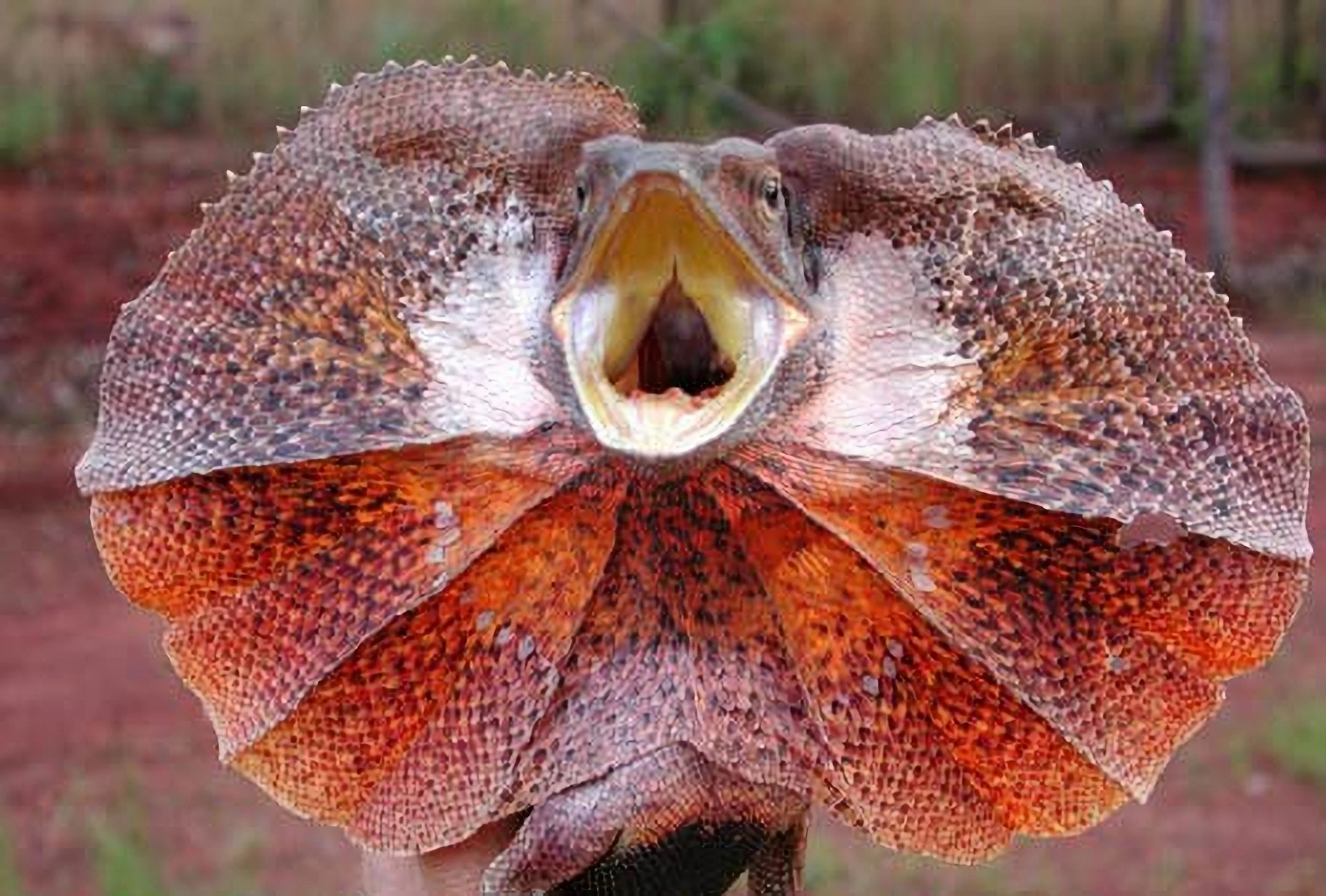
Kragenechse droht mit aufgestelltem Kragen

Charakteristikum der Art ist der namensgebende Kragen, der im Ruhezustand gefaltet an den Hals und den vorderen Teil des Rumpfes angelegt wird. Er wird von einer großen Hautmembran gebildet, die zwischen knorpeligen Stäben gespannt ist. Der Kragen ist bei beiden Geschlechtern im Verhältnis zur Körpergröße gleich groß, bei kleineren Exemplaren ist das Verhältnis der Kragengröße zur Körpergröße niedriger. Aufgespannt misst er bis zu 30 cm Durchmesser. Die Hautmembran ist im Kontrast zur unauffälligen Körperfarbe rot, schwarz, gelb oder weiß gefärbt, und mit großen, gekielten Schuppen versehen. Wird er aufgestellt, lässt er die Echse größer erscheinen und schüchtert Fressfeinde ein. Ebenso wird er als Drohgebärde bei Revierkämpfen der Männchen verwendet.
Aufgestellt wird der Kragen mit dem Zungenbeinapparat. Stark vereinfacht lässt sich sagen, dass vom Zungenbein lange knorpelige Fortsätze ausgehen, die mithilfe von an Kragen und Unterkiefer ansetzender Muskulatur aufgestellt werden können. Das Zungenbein selbst befindet sich hinten unterm Maul. Die Ceratobranchiale genannten knorpeligen Stäbe sind beweglich mit dem Zungenbein verbunden; sie erstrecken sich als sehr spitze Kegel aus dem Körper heraus nach hinten und sind in die Haut des Kragens eingebunden. Mit den Ceratobranchialen verbunden sind Muskeln des Hyomandibulare und der Musculus hyoglossus, welche am Unterkiefer und Zungenbein ansetzen. Der M. sternohyoideus und der M. omohyoideus wiederum verbinden Schultergürtel und Ceratobranchiale. Die Hyomandibularmuskeln und der M. hyoglossus öffnen den Kragen, M. sternohyoideus und M. omohyoideus legen den Kragen wieder zusammen.

### Geografische Variation
Die Populationen im nördlichen und nordöstlichen Australien sind etwas lebhafter gefärbt als die Tiere aus Queensland, die meist zu einem eintönigen, düsteren braun oder grau neigen. Die Kragenechsen des Northern Territory werden etwas größer als die Kragenechsen Queenslands. Auch in der Färbung des Kragens weisen die nördlichen Populationen ein lebhaftes rot oder orange auf, während die Kragen der Kragenechsen in Queensland gräulich sind.

## Verbreitung und Lebensraum

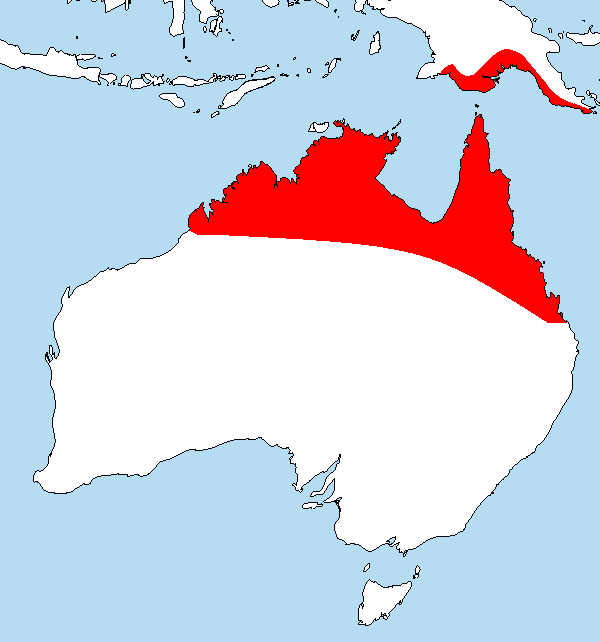
Verbreitungsgebiet der Kragenechse

Das Verbreitungsgebiet der Kragenechse umfasst das nördliche Australien und einen schmalen Küstenstreifen des südlichen Neuguinea. In Western Australia beschränkt sich das Verbreitungsgebiet der Art auf den äußersten Nordosten; im Northern Territory finden sich Kragenechsen in den nördlichen Landteilen und in Queensland von Cape York bis Brisbane. Innerhalb ihres Verbreitungsgebiets bewohnen Kragenechsen unter anderem Buschland, offene Wälder und tropische Baumsavanne.

## Lebensweise

### Aktivität und Physiologie
Die Kragenechse ist ein Baumbewohner. Sie ist ein geschickter Kletterer, der bei 1,3 m weiten Sprüngen zwischen Ästen beobachtet wurde. Kragenechsen verbringen 90 % ihrer Zeit ruhend auf Ästen oder senkrecht an Baumstämme mit rauer Rinde geklammert, wo sie durch ihre Farbe gut getarnt sind. Radiotelemetrische Studien zeigten, dass sich Kragenechsen nur gelegentlich für die Jagd oder Interaktionen mit Artgenossen auf den Boden begeben, und die untersuchten Exemplare blieben nie länger als 5 Minuten am Boden. Kragenechsen bevorzugen als Aufenthaltsorte vor allem Bäume mit dicken Stämmen, wenig verzweigten Ästen und dunkler Rinde, auf der sie vor Räubern wie Greifvögeln oder Hunden getarnt sind. Sie meiden einerseits Bäume mit glatter Rinde, welche schwer zu erklettern sind, und andererseits vor allem Bäume mit heller Rinde, auf der sie keine Tarnung besitzen.
Kragenechsen sind tagaktiv und regulieren aktiv ihre Körpertemperatur. Am frühen Morgen sonnen sich die Tiere, bis ihre Körpertemperatur nach rund 40 Minuten etwa 2–3 °C über der Umgebungstemperatur liegt. Dann ziehen sie sich in den Schatten zurück, um der heißen Mittags- und Nachmittagssonne zu entgehen. Durch gleichzeitiges Ansteigen der Lufttemperatur im Schatten hält die Kragenechse so ihre Temperatur recht konstant einige Grade über der Umgebungstemperatur.
Die von Kragenechsen bewohnten, tropischen Gegenden sind von markanten klimatischen Unterschieden zwischen Trocken- und Regenzeiten geprägt. Hitze und Wassermangel in der Trockenzeit (Mai–August) begegnet die Kragenechse mit einer Reihe von physiologischen Anpassungen. Während der Trockenzeit wird die Stoffwechselrate um 23 % gesenkt, und die Tiere verbringen die meiste Zeit bewegungslos in den schattigen Baumkronen und wechseln seltener ihre Bäume als in der Regenzeit. Die Körpertemperatur wird auf diese Weise niedrig gehalten und Überhitzung vermieden, energieintensive Aktivitäten wie Territorialverhalten werden in die Regenzeit verlegt. Die Nahrungsaufnahme wird auf die Hälfte reduziert, doch die Echsen verlieren durch die starken Einschränkungen des Stoffwechsels nur 1,3 % ihres Gewichts pro Monat. Andererseits bleibt in der Trockenzeit auch das Wachstum aus.

### Natürliche Feinde und Feindvermeidung

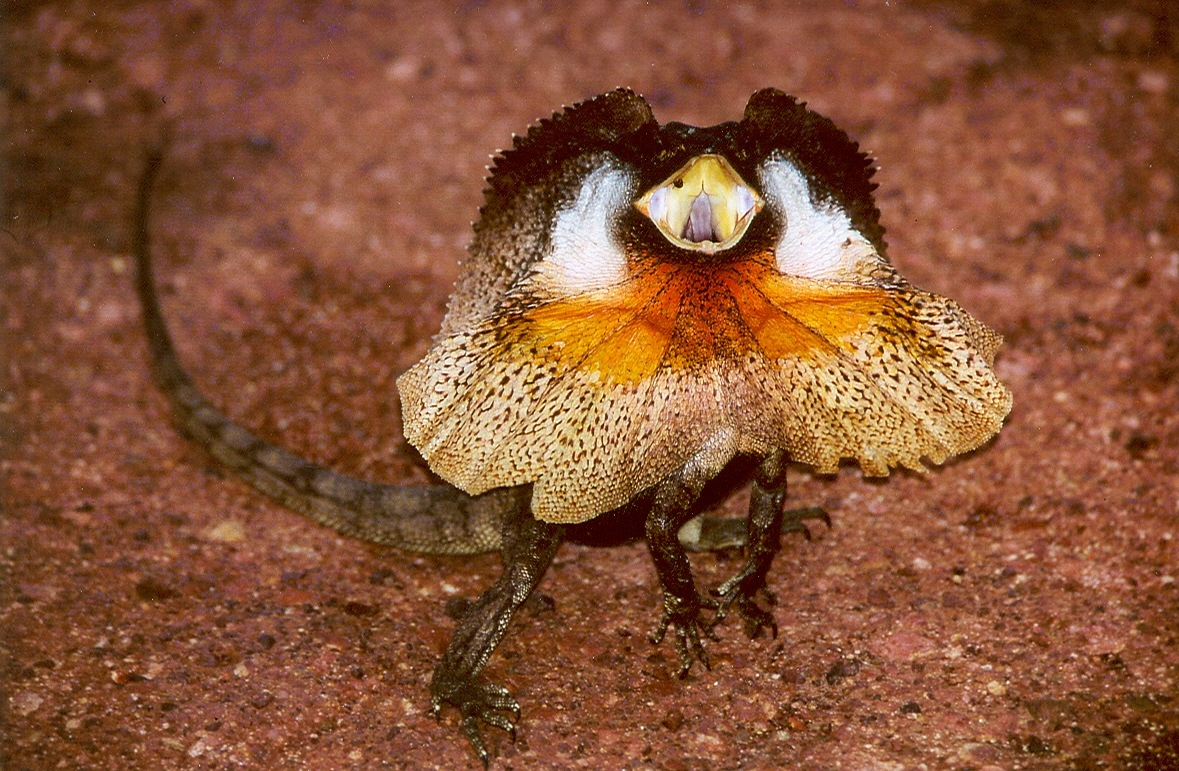
Kragenechse droht mit aufgestelltem Kragen

Im natürlichen Lebensraum wird der Kragenechse von Greifvögeln, Waranen, Schlangen und verwilderten Hunden nachgestellt. Wenn sich die Echse bedroht fühlt, spannt sie ihren Kragen an, sperrt das Maul weit auf und macht zischende Geräusche. Durch den Kragen scheint die Echse größer zu sein, als sie ist. Wenn eine Kragenechse fliehen muss, so rutscht sie rückwärts am Baumstamm hinab, dreht sich unmittelbar über dem Boden nach vorn und rennt zweibeinig zum nächsten Baum. Oft startet sie zunächst einen Scheinangriff und springt in Richtung Gesicht des Beutegreifers, um diesen zu überraschen und sich einen Vorsprung zu verschaffen. Das zweibeinige Rennen entwickelte sich mehrmals voneinander unabhängig innerhalb der Schuppenkriechtiere und ermöglicht eine schnellere, effizientere Fortbewegung.
Wenn Menschen sich einer an einem Baumstamm sitzenden Kragenechse nähern, so klettert diese zunächst auf die andere Seite des Baumes. Wird sie angefasst, verharren die meisten Kragenechsen still. Auf den Versuch, sie zu greifen, reagieren Kragenechsen mit aufgespanntem Kragen und teilweise auch mit Bissen.

### Ernährung
Kragenechsen jagen vor allem am Morgen und späten Nachmittag. Sie sind Lauerjäger und beobachten in Höhen von 2–3 m an einen Baumstamm oder auf einem Ast sitzend die Umgebung. Falls sie ein Beutetier entdecken, klettern sie ihren Ansitz herunter und rennen auf zwei Beinen schnell zur Beute, um dann wieder auf alle viere zu sinken. Anschließend wird das Beutetier gefasst, zerkaut und geschluckt. Danach klettert die Echse wieder auf ihren Ansitz.
Die Nahrung von Kragenechsen besteht insbesondere aus Insekten und Spinnen. Bei 124 auf ihre Mageninhalte untersuchten Museumsexemplaren konnten überwiegend Schmetterlingsraupen (56 %) als Nahrung festgestellt werden, ebenfalls häufig waren Weberameisen (Oecophylla smaragdina) und Termiten sowie Käfer. Kragenechsen rauben auch gelegentlich Vogelnester aus. Ameisen und Termiten werden an Ameisenstraßen in großen Mengen mit der Zunge aufgeleckt.
In Australien sind Buschfeuer keine Seltenheit und scheinen den Nahrungserwerb der Kragenechse zu begünstigen. Bei den schwächeren Bränden zu Beginn der Trockenzeit ist die Mortalität unter den Kragenechsen sehr niedrig, da sie auf Bäumen Zuflucht finden. Weil aber die Bodenvegetation vom Feuer zerstört wird, sind mögliche Beutetiere deckungslos. Daher können Kragenechsen größere Mengen und eine größere Vielfalt von Insekten erbeuten. Kragenechsen wandern auch aktiv in kürzlich abgebrannte Gebiete ein, um das kurzfristig gesteigerte Nahrungsangebot zu nutzen. Nur während der heftigen Brände am Ende der Trockenzeit ist die Mortalität von Kragenechsen hoch und bis etwa 29 % der Kragenechsen im Einzugsbereich des Feuers sterben.

### Sozialverhalten und Fortpflanzung
Die Paarungszeit beginnt mit der Regenzeit und reicht weit in sie hinein. Während der Paarungszeit verteidigen die Männchen intensiv ihr Territorium mit Drohgebärden, Fauchen und Kämpfen. Die Männchen besetzten zu dieser Zeit Reviere von durchschnittlich 2,5 ha, und legen pro Tag 50–80 m zurück. Die nicht territorialen Weibchen haben nur etwa 0,7 ha große Streifgebiete und legen täglich im Schnitt 23 m zurück. Im Kampf um ihr Territorium drohen die Männchen mit dem aufgestellten Kragen und geöffnetem Maul, und verbeißen ihre Kiefer ineinander. Oft brechen sich die Männchen dabei Kieferknochen oder verlieren Zähne, die Mageninhalte verletzter Exemplare zeigen jedoch, dass derartige Verletzungen die Nahrungsaufnahme nicht beeinflussen.
Die Weibchen legen pro Saison 1–2 Gelege von 8–14 Eiern in ein 10–20 cm tiefes Erdnest. In Freiheit schlüpften die Jungtiere eines genauer beobachteten Nests nach 69 Tagen, in Gefangenschaft schlüpfen die Jungtiere nach 54–92 Tagen. Die Jungtiere messen beim Schlupf rund 4–5 cm Kopf-Rumpf-Länge. Die Kragenechse gehört zu den Reptilien, bei denen die Bebrütungstemperatur der Eier das Geschlecht bestimmt (Temperaturabhängige Geschlechtsbestimmung). In einem Experiment wurde ein Gelege bei rund 26 °C, ein anderes bei 29 °C und ein weiteres bei 32 °C bebrütet. Bei 29 °C schlüpften ausschließlich Männchen, bei den weiteren Gelegen ausschließlich Weibchen.
Die Jungtiere eines Geleges bleiben noch etwa 10 Tage in einer Gruppe zusammen. Dieses Verhalten könnte dem Schutz vor Angreifern dienen, ähnlich wie es vom Grünen Leguan (Iguana iguana) bekannt ist. Die Geschlechtsreife erreichen Männchen im Schnitt mit 18,5 cm Kopf-Rumpf-Länge, Weibchen mit 17,5 cm Kopf-Rumpf-Länge. Die Lebenserwartung ausgewachsener, freilebender Tiere wird auf 5–7 Jahre geschätzt, in Gefangenschaft werden Kragenechsen über 10 Jahre alt.

## Systematik

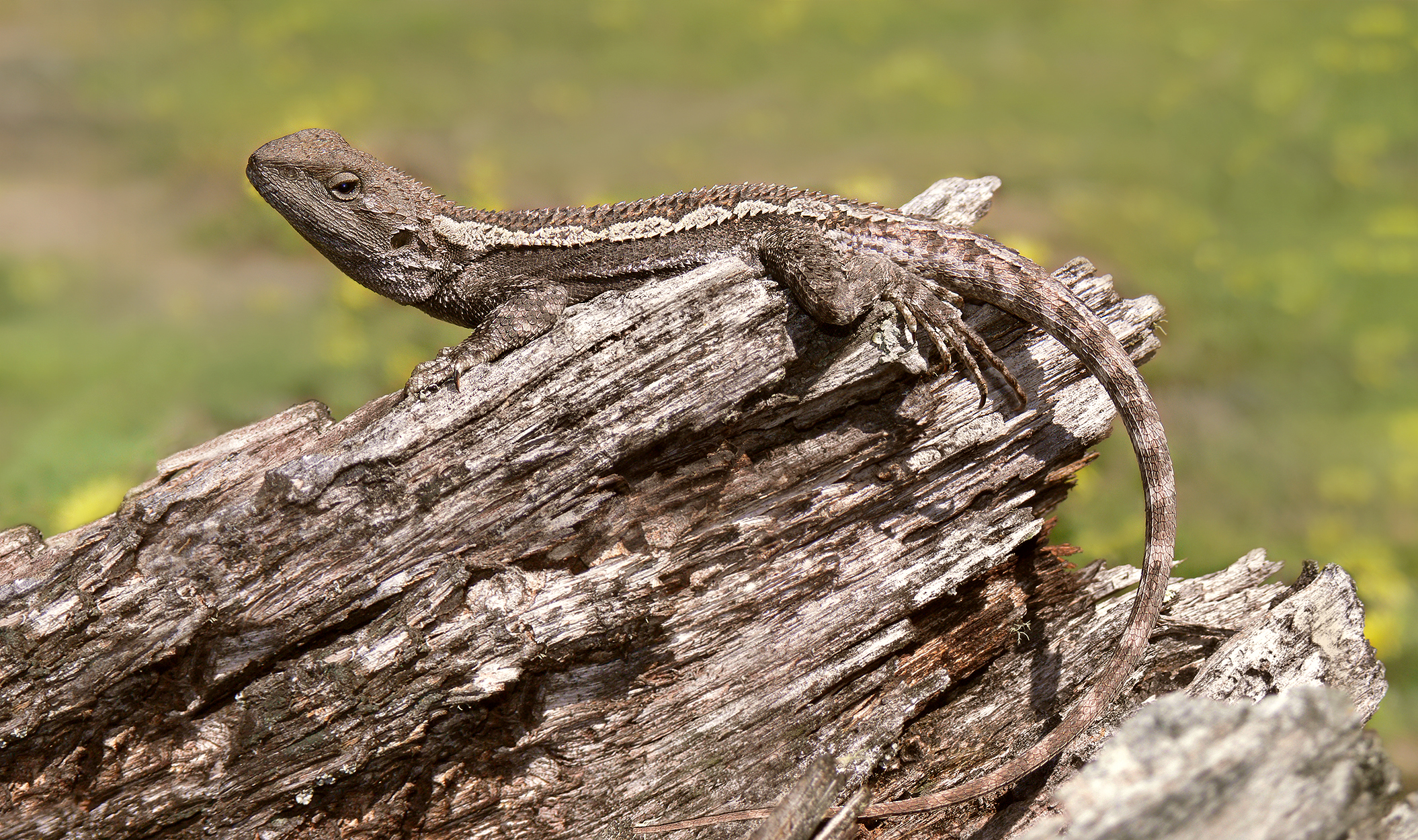
Amphibolurus muricatus, ein naher Verwandter der Kragenechse

Die Erstbeschreibung von Chlamydosaurus kingii erfolgte 1825 durch den britischen Zoologen John Edward Gray (1800–1875). Den Gattungsnamen bildete er aus den griechischen Wörtern chlamys („Kragen“) und saurus („Echse“), das Artepitheton kingii ehrt Phillip Parker King (1791–1856), Admiral der britischen Marine und Erkunder der australischen Küstenlinie.
Kladistische Analysen der Nukleotidsequenzen von 2 mitochondrialen und 2 nukleären Genen stellen die Kragenechse in die etwa 15 Millionen Jahre alte Trockengebiets-Radiation australischer Agamen (Amphibolurinae). Die Gattung Chlamydosaurus ist die Schwestergruppe einer von den Gattungen Amphibolurus und Lophognathus gebildeten Klade.
Obwohl einzelne Populationen der Kragenechse farblich und morphometrisch deutlich unterschieden werden können, ist die genetische Diversität der Gattung Chlamydosaurus gering, und sie ist unangezweifelt monotypisch.

## Gefährdung
Die Kragenechse wird in der Roten Liste gefährdeter Arten der IUCN als nicht bedroht (least concern) ausgewiesen, der allgemeine Populationstrend ist jedoch unbekannt (unknown). Nachdem die Aga-Kröte (Bufo marinus) in Australien eingebürgert wurde, kam es wie bei zahlreichen anderen Tierarten auch bei der Kragenechse zu Bestandseinbrüchen, die Rückgänge waren bei ihr allerdings lokal beschränkt. In Neuguinea wird der Kragenechse für den Heimtierhandel nachgestellt.

## Kulturelle Bezüge

### Bei den Aborigines
Knochenfunde im Arnhemland (Northern Territory) beweisen, dass die Kragenechse seit jeher von den Aborigines gejagt und gegessen wird. Daneben wurde der Kragenechse auch symbolische Bedeutung zuteil: In der Kosmologie der Aborigines gelten unter dem Tierkreiszeichen der Kragenechse (23. Juli bis 22. August) geborene Menschen als besonders auffallend in ihrem Verhalten, und gleichzeitig tapfer und loyal. Als Totem symbolisiert die Kragenechse in der Traumzeit die Verantwortung, die man für jede seiner Taten aufbringen muss.
Die Kragenechsen wurden ebenso in Songlines eingebunden. So soll eine Kragenechse zusammen mit einem Kurzkopfgleitbeutler (Petaurus breviceps) aus ihrer Heimat im nördlichen Australien nach Südaustralien gereist sein. Zum Zeitvertreib spielten sie während der Reise Didgeridoo; so wird erklärt, wie die südlichen Stämme Elemente der nördlichen Stämme und die Didgeridoos in ihre Kultur einbinden konnten. Darüber hinaus gehören Kragenechsen zu den häufigsten Motiven der Aborigine-Felsmalerei.

### In der westlichen Populärkultur

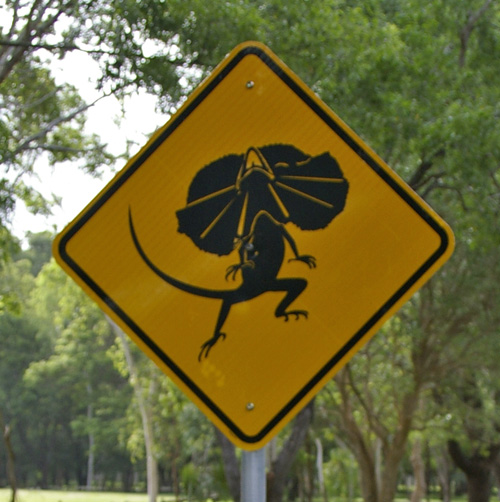
Straßenschild nahe Darwin (Northern Territory)

In den Jahren 1982–1984 erlangte die Kragenechse ungewöhnliche Popularität in Japan. Grund war eine Kragenechse, die in einer Fernsehwerbung für ein Auto mitwirkte: Die Japaner sahen den Kragenbluff als bewundernswerte, kunstvolle Selbstdarstellung. Die Kragenechse war bald ähnlich bekannt wie Känguru und Koala, und zahlreiche Japaner bereisten Australien, um Kragenechsen zu sehen. Australische 2-Cent-Münzen mit Kragenechsen als Motiv sollen in Japan Preise von umgerechnet einem Dollar erzielt haben. Diese Münzen wurden ab 1990 nicht mehr in Umlauf gebracht, und 1992 aus dem Umlauf genommen.
Auch in der „modernen“ Gesellschaft steht die Kragenechse symbolisch für ihr Heimatland und diverse Attribute. 1986 wurde die Kragenechse Wappentier für die Northern Territory Special Reconnaissance Unit, eine australische Militäreinheit. Die Kragenechse symbolisiere die Tarnung und Wehrhaftigkeit dieser Einheit. Bei den Sommer-Paralympics 2000 in Sydney war eine Kragenechse namens Lizzie das Maskottchen. Ihre Kragenform wurde dem Umriss von Australien nachempfunden, und sie sollte Leistung, Stärke und Stolz symbolisieren.
Gerade in Kinderfilmen traten häufig Kragenechsen auf, so etwa 1990 in Bernard und Bianca im Känguruhland. In Steven Spielbergs Klassiker Jurassic Park (1993) wird der Raubdinosaurier Dilophosaurus mit dem Kragen einer Kragenechse gezeigt, den er wie sein Vorbild aufstellt, um Feinde einzuschüchtern. Es existiert kein Beweis, dass Dilophosaurus einen solchen Kragen besaß. Der Erfolg von Jurassic Park führte kurzfristig zu einer verstärkten Nachfrage für Kragenechsen als Heimtiere.